# The Godfathers
I The Godfathers sono un gruppo musicale rock/new wave britannico.

## Storia del gruppo
Attiva dal 1985, la band si è formata a Londra dopo la fine della militanza di Peter e Chris Coyne nei The Sid Presley Experience. Nel 1986 il gruppo, avendo firmato per la Epic Records, pubblica il primo album Hit By Hit. Seguono Birth, School, Word, Death, More Songs About Love and Hate e Unreal World. Successivamente il gruppo lascia la Epic e pubblica un altro paio di dischi nei primi anni '90 per la label tedesca Intercord. Dal 2000 al 2008 la band non è attiva. Nel 2009, dopo un cambio di formazione, vengono tenuti nuovi concerti. Nel 2010 viene pubblicato un CD/DVD live per la Secret Records e nel 2013 un album di inediti.

## Formazione
- Peter Coyne - voce
- Chris Coyne - basso
- Steve Crittall - chitarra
- Mauro Venegas - chitarra
- Tim James - batteria

## Discografia

### Album
- Hit By Hit (1986)
- Birth, School, Work, Death (1988)
- More Songs About Love and Hate (1989)
- Unreal World (1991)
- Dope, Rock 'n' Roll, and Fucking in the Streets (Live) (1992)
- The Godfathers (1993)
- Afterlife (1995)
- Jukebox Fury (2013)